# تاف بی‌فانگ
تاف بی‌فانگ (چینی: 北方拓芙; پین‌یین: Běifāng Tuòfú) یک شخصیت خیالی در مجموعه تلویزیونی انیمیشن نیکلودئون آواتار: آخرین بادافزار و افسانه کورا است که با صداپیشگی جسی گل در سریال اصلی و کیت هیگینس و فیلیس سمپلر در مجموعه دنباله ساخته شده‌است.
تاف بسیار با استعداد و توانایی دورجنبی، دستکاری، تغییر شکل و کنترل سنگ و گرد و خاک را دارد.از او به عنوان یکی از بزرگترین خاک افزار تاریخ یاد میشود .تاف از بدو تولد نابینا بوده‌است، اما به دلیل مهارت گسترده زمین خاکی، می‌تواند با احساس ارتعاشات آنها در زمین اطراف خود، اشیا و حرکات آنها را پیدا کند. او در فصل دوم آواتار معرفی می‌شود و با قهرمان داستان آنگ به عنوان معلم خود سفر می‌کند.
حساس به لرزش
تاف اولین فردی بود که توانست مهارت تغییر شکل و کنترل فلزات را پیدا کند و باتوجه به شرایطی که در  آن بود خودش را از زندان آهنی آزاد کند.همچنان او گروهی بزرگ از فلزافزار هارا آموزش داد و در نیروی پلیس شهر جمهوری قرار داد.